# قائمة سفراء المملكة المتحدة لدى الكويت
سفير المملكة المتحدة لدى الكويت هو الممثل الدبلوماسي الأول للمملكة المتحدة في دولة الكويت، ورئيس البعثة الدبلوماسية البريطانية في الكويت. ويحمل رسميًا لقب سفير صاحب الجلالة لدى دولة الكويت.
أصبحت إمارة الكويت محمية بريطانية عام 1899 بعد توقيع اتفاقية بين الشيخ مبارك الصباح والحكومة البريطانية في الهند، نتيجة التهديدات الشديدة التي واجهت استقلال الكويت من قبل الدولة العثمانية. مَثْل الحكومة البريطانية الوكلاء السياسيون الذين عُينوا من قبل الخدمة السياسية الهندية حتى عام 1948، ثم من قبل وزارة الخارجية البريطانية. وفي عام 1961 نالت الكويت استقلالها، وأصبح آخر وكيل سياسي، جون ريتشموند، أول سفير بريطاني لدى الكويت.

## رؤساء البعثة

### الوكلاء السياسيون[2]
- 1904–1909: ستيوارت نوكس
- 1909–1914: ويليام شكسبير
- 1914–1916: ويليام جراي
- 1916–1918: روبرت هاملتون
- مارس حتى سبتمبر 1918: بيرسي لوك
- 1918–1920: دانييل ماكولوم
- 1920–1929: جيمس مور
- 1929–1936: هارولد ديكسون
- 1936–1939: جيرالد دي غوري
- 1939–1941: أرنولد جالواي
- مايو حتى أغسطس 1941: هارولد ديكسون
- 1941–1943: توم هيكينبوثام
- 1943–1944: كورنيليوس بيلي
- 1944–1945: جوردون جاكسون
- 1945–1946: موريس تاندي
- مارس حتى مايو 1946: ريتشارد بيرد
- 1946–1948: موريس تاندي
- 1947–1951: هربرت جورج جاكينز
- 1951–1955: كورنيليوس بيلي
- 1955–1957: غاوين بيل
- 1957–1959: أوبري هالفورد-ماكليود
- 1959–1961: جون ريتشموند

### السفراء
- 1961–1963: السير جون ريتشموند
- 1963–1967: نويل جاكسون
- 1967–1968: جيفري آرثر
- 1968–1970: السير سام فالي
- 1970–1974: السير جون ويلتون
- 1974–1977: السير آرشي لامب
- 1977–1982: سيدني كامبريدج
- 1982–1985: السير رامزي ميلهويش
- 1985–1987: السير بيتر مون
- 1987–1990: بيتر هينشكليف
- 1990–1992: السير مايكل ويستون
- 1992–1996: ويليام فولرتون
- 1996–1999: السير غراهام بويز
- 1999–2002: السير ريتشارد موير
- 2002–2005: كريس ويلتون
- 2005–2008: ستيوارت لينغ
- 2008–2010: مايكل آرون
- 2010–2014: فرانك بيكر
- 2014–2017: ماثيو لودج[3]
- 2017–2021: مايكل دافنبورت[4]
- 2021–2025: بيليندا لويس[5]
- 2025–الحاضر: قدسي رشيد

## وصلات خارجية
- الموقع الرسمي للسفارة البريطانية في الكويت